# Javier Santaolalla Camino
Javier Santaolalla Camino   (Espanya, 31 d'agost de 1982)
és un físic, enginyer, doctor en física de partícules i divulgador científic espanyol. Ha treballat al Centre Nacional d'Estudis Espacials a França, el CIEMAT i l'Organització Europea per a la Recerca Nuclear, on va viure el descobriment del bosó de Higgs a través de l'Experiment CMS del gran colisionador d'hadrons.
Va estudiar Enginyeria de Telecomunicacions a la Universitat de Las Palmas de Gran Canaria i és titulat en ciències físiques per la Universitat Complutense de Madrid (UCM). Després de ser acceptat en el CERN per cursar un màster, es va doctorar en física de partícules, també per la UCM, en 2012, amb una tesi sobre els processos electrodèbils en el decaïment muònic en l'experiment CMS del LHC. També ha coordinat a Espanya el projecte d'innovació educativa Creations, finançat per la Unió Europea.
És membre juntament amb Santi García Cremades, Ana Payo Payo i Eduardo Sáenz de Cabezón del grup Big Van Ciència des de 2013, dedicats als esdeveniments de divulgació científica. Participa en Órbita Laika, un late night xou de divulgació científica i humor emès en la cadena espanyola La 2. És el creador dels canals de YouTube Date un voltio, Date un vlog i Date un mí. Pels seus monòlegs d'humor científic per al concurs Famelab va rebre el Premi Aquae 2015. Ha estat descrit per Infolibre com «el major divulgador científic espanyol a la xarxa». Des de febrer de 2021, presenta junt amb La gata de Schrödinger el programa Whaat!? Tú cómo lo ves, de la plataforma digital de RTVE, playz.

## Llibres de divulgació

### En solitari
- Santaolalla, Javier. El bosón de Higgs no te va a hacer la cama.  La Esfera de los Libros, 2016, p. 368. ISBN 978-84-9060-772-5.

- Santaolalla, Javier. Inteligencia Física.  Plataforma, 2017, p. 159. ISBN 978-84-17002-47-3.

### Com a coautor
- Big, Van. Cómo explicar física cuántica a un gato zombi.  Alfaguara, 2016, p. 198. ISBN 978-84-204-8462-4.
- Big, Van. Si venimos del mono, ¿por qué somos tan cerdos? : y otras preguntas interesantes, locas, frikis y descacharrantes de la ciencia ... y sus alrededores.  La Esfera de los libros, 2016, p. 198. ISBN 978-84-9060-710-7.